# Jean-Yves Le Mener
Jean-Yves Le Mener (né le 23 janvier 1952) est un directeur de la photographie français.

## Filmographie
- 1986 : Un homme et une femme : Vingt ans déjà de Claude Lelouch
- 1987 : Les Deux Crocodiles, de Joël Séria
- 1987 : Attention bandits ! de Claude Lelouch
- 1988 : Itinéraire d'un enfant gâté de Claude Lelouch
- 1989 : Sauf votre respect de Guy Hamilton
- 1990 : Meurtre en vidéo, téléfilm de Thomas Wright
- 1990 : Il y a des jours... et des lunes de Claude Lelouch
- 1991 : L'Opération Corned-Beef de Jean-Marie Poiré
- 1991 : Les Clés du paradis de Philippe de Broca
- 1991 : L'Amour coté en bourse de Charlotte Brandström
- 1992 : L'Inconnu dans la maison de Georges Lautner
- 1992 : La Belle Histoire de Claude Lelouch
- 1993 : Les Visiteurs de Jean-Marie Poiré
- 1993 : Fanfan d'Alexandre Jardin
- 1994 : La Vengeance d'une blonde de Jeannot Szwarc
- 1994 : Neuf mois de Patrick Braoudé
- 1995 : Les Anges gardiens de Jean-Marie Poiré
- 1996 : Le Plus Beau Métier du monde de Gérard Lauzier
- 1998 : Ça reste entre nous de Martin Lamotte